# The Gift (FlashForward)
«The Gift» es el séptimo episodio de la primera temporada de la serie de televisión FlashForward, de la cadena ABC. Fue escrito por los guionistas Lisa Zwerling y Ian Goldberg y dirigido por Nick Gómez. Fue transmitido en Estados Unidos y Canadá el 5 de noviembre de 2009.

## Argumento
Fiona Banks, agente del MI6 británico, llega a Los Ángeles para colaborar en la investigación junto a Mark, Demetri y Gough. A pesar de que Fiona Banks y Gough estaban juntos en sus flashforwards, será la primera vez que se conozcan directamente. Y este encuentro hará que Gough recuerde y complete algunos asuntos dramáticos de su visión del futuro. 
Y mientras los policías trabajan para ratificar la relación entre los recientes suicidios y el club de la mano azul, Aaron descubrirá algo determinante sobre su hija y la encontrará sentada en su casa... viva. 
Por otra parte Demetri, se verá obligado a contar a Zoey toda la verdad sobre su flashforward. Y Nicole, que comienza a colaborar como voluntaria en el hospital, ayudará a Bryce a descifrar algunas claves de su flashforward. 
En este episodio, seremos testigos de un gran avance en la investigación y de dos inesperados acontecimientos que plantearán de nuevo si es posible cambiar el futuro. Pero para saberlo más de una vida estará en peligro.

## Sucesos
El episodio comienza con una voz en off del agente del FBI, Al Gough el cual narra un mensaje a una mujer llamada Celia. Al dice que sabe que Celia no tuvo un FlashForward. Durante la voz en off, vemos a Celia jugando con sus hijos. A medida que los carga en el coche, Celia saca un papel de su parabrisas. Hay un mensaje en él que dice: "Sabemos que usted es uno de nosotros". 
Ian Rutherford fue el centro de un caso que Al estaba investigando con Fiona del MI6 en su Flashforward. Rutherford es una de las tres personas con las manos azules que Demetri y Al encontraron en la casa abandonada. Todos ellos murieron a causa de heridas autoinfligidas. Los tres eran "fantasmas", un apodo dado a aquellos que no tuvieron un flashforward. La mano azul es un lugar donde los fantasmas pueden reunirse para aceptar lo inevitable. Se trata básicamente de un club de la muerte. La próxima reunión está en el centro de Los Ángeles. 
Mark, Demetri y Gough se infiltran en la reunión de las manos azules, donde la entrada consiste en un "juego de ruleta rusa". Sin dudarlo, Al coge el arma y aprieta el gatillo, pero la bala no sale. Mark le dice: "Estas loco podrías haberte matado." Al le lanza la bala en la cual se puede leer,"Hoy no". 
El organizador del club de la muerte es un hombre con el nombre de un médico del siglo XIX, francés, que descubrió una enfermedad que afecta a las extremidades, el Dr. Maurice Raynaud. El hombre quiere suicidarse. Mark no deja que eso suceda. Los agentes descubren que el verdadero nombre del hombre es Jeff Slingerland y que él es sólo uno de muchos de los que deciden asumir el nombre de Raynaud. 
Mike Willingham visita a Aaron y le da la navaja de Tracy. De nuevo, esto le da esperanza a Aarón de que su hija todavía puedeestar viva. Pero Mike informa a Aaron más tarde que vio a Tracy morir (esto se nos muestra a través de un flashback del propio Mike). Aaron se derrumba pero también se queda un poco en paz. Mike ha estado teniendo problemas para encontrar trabajo desde que regresó a los EE. UU., por lo que Aaron le consigue un empleo en el Departamento de Agua y Energía. 
Nicole hace trabajo voluntario en el hospital y pronto traba amistad con Bryce, que pide su ayuda para interpretar un símbolo que vio detrás de la mujer que estaba en su Flash Forward. Es una carta japonesa que significa "creer". Bryce no sabe quién es la mujer de su flashforward, perotenía fuertes sentimientos por ella. Nicole le insta a poner su historia en el Mosaico, para encontrarla. 
Lloyd le dice a Olivia que se trasladará de nuevo a la zona de la bahía, tan pronto como Dylan se recupere. Demetri finalmente le dice a Zoey que no tuvo un flashforward. Pero Zoey insiste en que ella lo vio en su boda. Simon se ve sosteniendo un brazalete donde se puede leer el nombre de "Annabelle". 
Gough recibir una llamada de teléfono durante su FlashForward. Fue de un médico diciendo que Celia le había sido retirado el soporte vital. Gough dice: "Yo la maté". Él le deja una nota a Demetri. El mensaje va dirigido a Celia lo cual pasa a la apertura de voz en off. Demetri lee las palabras de Al y rápidamente se da cuenta de que es una nota de suicidio. 
Demetri, Mark y Wedeck corren a la azotea del edificio del FBI donde Gough está a punto de precipitarse desde la cornisa. Demetri le ruega dar un paso atrás. Pero Gough cree haber encontrado una manera de cambiar el futuro. Si él muere, el futuro no se puede establecer, y Celia, quienquiera que sea, vivirá para criar a sus dos hijos pequeños. Demetri y los otros miran horrorizados como Gough da la espalda a ellos y cae hasta su muerte. 
El final de las palabras a Celia en la nota son: "Vive tu vida, sabemos que el futuro no está escrito. Saca el máximo partido de ello." Escuchamos esta voz en off y Zoey y Demetri y Mark y Olivia se reconcilian y como Aaron entra en su casa después de un largo día de trabajo. Después de comprobar el correo, entra en el comedor. y se agita al ver a su hija Tracy sentada en su mesa de comedor. La pierna derecha de Tracy se extiende y hay un par de muletas apoyadas en la mesa.
- Datos: Q5478746